# Tia Dashon Mowry
Tia Dashon Mowry (Gelnhausen, 6 de julio de 1978) es una actriz y modelo estadounidense nacida en Alemania. Fue famosa por su papel con su hermana gemela Tamera Mowry, en la sitcom Hermana, hermana/Cosas de hermanas y también en las películas Brujillizas y Brujillizas 2.

## Biografía
Tia Mowry nació en Gelnhausen, Alemania Occidental. Hija de Darlene Flores, quien inspiró la carrera profesional de sus hijos y también trabajó como guardia de seguridad y Timothy Mowry, en ese tiempo en las fuerzas armadas y más tarde trabajaría como agente de policía en California. Su madre es afroestadounidense y su padre es ítalo-estadounidense. Ambos se conocieron en una escuela secundaria de Miami, y entraron en la milicia. Tia es la hermana mayor de Tavior y Tahj Mowry. Su hermana gemela, Tamera, es la mayor ya que nació dos minutos antes. Su familia está muy "unida" y es "profundamente religiosa", así como las hermanas, quienes confirmaron su fe cristiana a los ocho años.

## Carrera
Tia y su hermana Tamera comenzaron a mostrar su talento desde pequeñas, mientras su familia vivía en Texas. A los 12 años, convencieron a su madre de trasladarse a California con ellos para que pudieran seguir una carrera actoral. La madre aceptó bajo la condición de que tratarían de buscar algún trabajo durante el primer mes. En 1990, su familia se mudó a California y constantemente, tanto ella como su hermana comenzaron a aparecer en anuncios y otros pequeños papeles. 
Tia es más conocida por su papel de "Tia Landry", una chica adolescente que se reúne con su gemela de la cual fue separada al nacer, en la serie Cosas de hermanas o Hermana, Hermana. La serie se desarrolló después de ser vista por un productor de la exitosa serie Full House (Padres forzosos), show donde su hermano Tahj hacía apariciones regulares. Hermana, hermana fue producida inicialmente por ABC, pero fue cancelada después de dos años y entonces recogida por la WB, en la que continuó por otros cuatro años más. Junto con Hermana, hermana o Cosas de Hermanas, Tia Mowry apareció también en un episodio de la serie Chico Listo, protagonizado por su hermano Tahj. También realizó grabaciones de voz para la serie animada para niños de WB: Castigo.
Una vez terminada la serie, tanto Tia como Tamera estudiaron Psicología en la Universidad de Pepperdine. Ella también fue a Europa a estudiar humanidades e italiano. [5] Tia y su hermana participaron en la película Hot Chick. Tia puso la voz para la serie de dibujos animados Bratz, en el papel de Sasha. En 2005, Tia y su hermana protagonizaron la película de Disney Channel Brujillizas y su secuela, Brujillizas 2. También trabajó junto a su hermana en un episodio de la serie Strong Medicine, en enero de 2006, Tamera Mowry desempeñando el papel de Karla, la hermana gemela de la doctora Kayla Thornton, personaje de Tamera Mowry. Ella tiene proyectos previstos en películas, y actúa como un papel estelar en la serie de televisión CW El Juego. Tia ha sido nominada para un Teen Choice Award. 
En el año 2013, Tia protagonizó la serie de Nickelodeon, Mamá Instantánea donde comparte créditos con Michael Boatman y Sheryl Lee Ralph.

## Vida personal
Tia se casó con el actor Cory Hardrict de Lincoln Heights, el 20 de abril del 2008 en Resort the Biltmore en Santa Bárbara (California).
El 28 de junio de 2011 dio a luz a su primer hijo un niño llamado Cree Taylor Hardrict y el 5 de mayo de 2018 dio a luz a su segundo hijo, una niña llamada Cairo Hardrict.

## Filmografía

### Filmografía en cine
- Reunión familiar como Cocoa (2019 -2022)
- My Christmas inn  (2018)
- Nicky, Ricky, Dicky y Dawn como Ericka (2017)
- Instant Mom como Stephanie Phillips (2013—2015)
- Hollywood como Kendra (2008)
- Normas como Kate (2007).
- Twitches Too como Alexandra Nicole "Alex" Fielding (2007).
- El Juego como Melanie Barnett (2006-presente).
- Bratz como Sasha (2005-presente) (voz).
- Twitches como Alexandra Nicole "Alex" Fielding (2005).
- The Hot Chick como Venecia (2002).
- Seventeen Again como Sydney Donovan (2000).
- Detención como Lemonjella LaBelle (1999-2000) (voz).
- Este chico es un genio como Rochelle (1997).
- Sister, Sister como Tía Landry (1994-1999).